# Feuerstirn-Bartvogel
Der Feuerstirn-Bartvogel (Pogoniulus pusillus) ist eine Vogelart aus der Familie der Afrikanischen Bartvögel. Die Art kommt in Ostafrika und in Südafrika vor. Es werden mehrere Unterarten unterschieden. Die IUCN stuft den Feuerstirn-Bartvogel als nicht gefährdet (least concern) ein.

## Erscheinungsbild
Feuerstirn-Bartvögel sind kleine, kompakt gebaute Vögel, die durchschnittlich etwa 10 Gramm wiegen. Die Männchen der Nominatform haben eine Flügellänge zwischen 5,7 und 6,4 Zentimetern. Der Schwanz misst zwischen 3,2 und 3,7 Zentimetern. Die Schnabellänge beträgt 1,2 bis 1,3 Zentimeter. Weibchen haben ähnliche Körpermaße. Es besteht kein Sexualdimorphismus.
Bei den Männchen der Nominatform ist die Schnabelbasis von einer dünnen weißen und schwarzen Linie umrandet. Die Stirn ist bis zum vorderen Scheitel rot, der Rest des Oberkopfes und des Nackens schwarz mit feinen weißen Punkten. Die Kopfseiten sind schwarz mit jeweils drei breiten schwarzen Streifen. Die Kehle ist weiß bis gelblich-weiß. Die Körperoberseite ist schwarz mit gelblich-weißen Streifen, die zum Bürzel hin etwas breiter werden. Die Oberschwanzdecken sind gelb. Die Steuerfedern sind schwarz und weisen gelblich-weiße Säume auf. Die Vorderbrust ist grünlich-grau bis gelblich olivgrau. Der Schnabel ist schwarz, die unbefiederte Region rund um die Augen ist dunkelbraun, die Augen sind rotbraun bis dunkelbraun. Die Beine und Füße sind graubraun bis schwarzgrau. Jungvögel ähneln den [adult]en, sind aber etwas matter im Gefieder und weisen kein Rot am Vorderkopf auf. 
Verwechslungsmöglichkeiten bestehen unter anderem mit dem Gelbfleck-Bartvogel, der ein ähnliches Verbreitungsgebiet wie der Feuerstirn-Bartvogel hat. Diese Art hat jedoch eine dunkle Kehle und ein insgesamt dunkleres Gefieder. Der Rotstirn-Bartvogel ist ähnlich gefiedert, jedoch deutlich größer als der Feuerstirn-Bartvogel.

## Verbreitungsgebiet und Lebensraum
Das Verbreitungsgebiet des Feuerstirn-Bartvogels ist disjunkt. Die Nominatform kommt isoliert von den anderen Unterarten vom Süden Mosambiks bis in den Osten der Südafrikanischen Republik vor. Das übrige Verbreitungsgebiet erstreckt sich vom Südosten des Sudan über Äthiopien und den Norden Somalias bis in den Osten Ugandas, Kenias und den Südosten Tansanias. Im Verbreitungsgebiet ist der Feuerstirn-Bartvogel einer der häufigsten Zwergbärtlinge und besiedelt grundsätzlich trockenere Regionen. Er ist Teilzieher, der beispielsweise in Kenia aus dem Hochland in niedriger gelegene Regionen zieht. Er besiedelt trockene Wälder und Buschland, Wälder entlang von Flussläufen in ariden Regionen sowie Gärten und Kulturland. Sein Verbreitungsgebiet überschneidet sich zu einem großen Teil mit dem des Gelbbüschel-Zwergbärtlings.

## Lebensweise
Der Feuerstirn-Bartvogel lebt einzeln oder paarweise. Seine Nahrung sucht er an Baumrinde und entlang des Astwerks von Büschen. Er kommt während der Nahrungssuche gelegentlich sogar auf den Boden. Zum Nahrungsspektrum zählen verschiedene Beeren, wobei insbesondere die Beeren von Misteln der Familie Riemenblumengewächse eine Rolle spielen; daneben sonstige Früchte, Spinnen und Käfer. Kerne der Früchte werden wieder hochgewürgt und ausgespuckt. 
Der Feuerstirn-Bartvogel ist ein Höhlenbrüter, der seine Nisthöhlen in toten Baumästen selbst gräbt. Die Fortpflanzungsbiologie ist bislang nicht hinreichend untersucht. Vermutlich beträgt die Brutzeit 12 Tage, beide Elternvögel füttern die Nestlinge. Die Nestlingszeit wird auf 23 Tage geschätzt.

## Unterarten
Es sind folgende Unterarten bekannt:
- Pogoniulus pusillus uropygialis (Heuglin, 1862)[6] kommt von Eritrea bis ins zentrale Äthiopien und das nördliche Somalia vor.
- Pogoniulus pusillus affinis (Reichenow, 1879)[7] ist vom südöstlichen Sudan über das südliche Somalia bi südlich nach Uganda und Tansania verbreitet.
- Pogoniulus pusillus pusillus (Dumont, 1805)[8] kommt von Mosambik bis ins östliche Südafrika vor.

## Belege